# Precisionsflygning

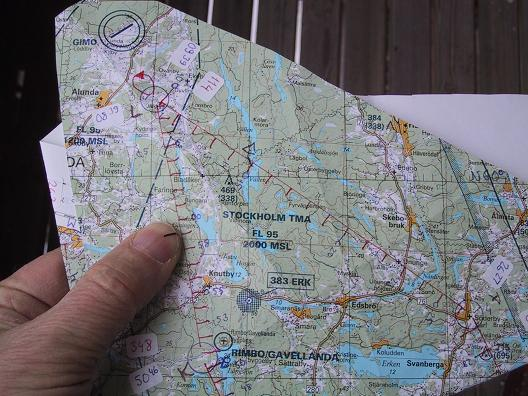
Preparerad karta med anteckningar från spaningsmomentet. Från "SM i precisionsflygning 2005", Vallentuna

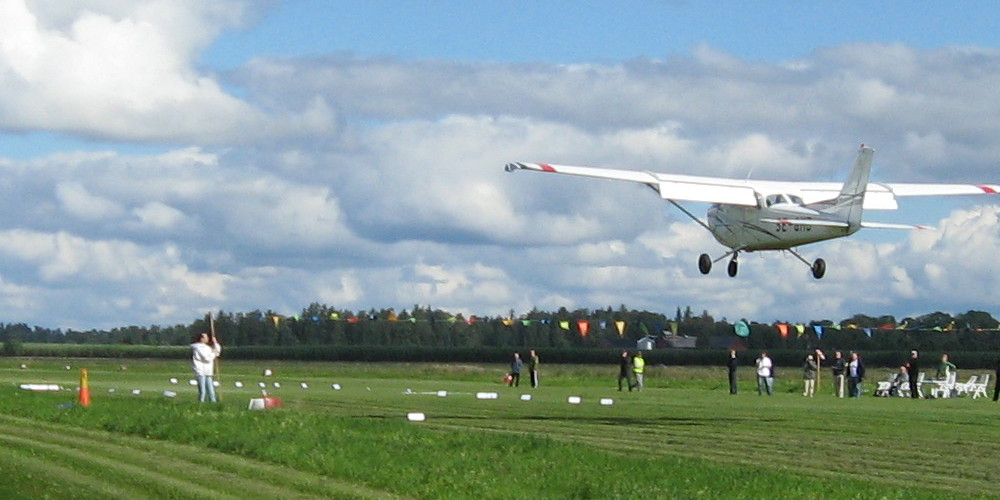
Landning över hinder. Från "SM i precisionsflygning 2010", Uppsala, Sundbro

Precisionsflygning är en tävlingsform som flygs med mindre flygplan. Den för närvarande (2009) vanligaste flygplanstypen är Cessna 150, men även andra typer används och är då oftast högvingade plan.

## Delmoment
Tävlingsformen består av fyra delmoment:
1. Beräkning och kartpreparering.
2. Flygning med precision på en cirka en timme lång flygning. Detta skall göras med såväl precision geografiskt som efter en tidtabell.
3. Spaning samtidigt som flygningen görs.
4. Landning med precision, fyra olika landningar:

- - normal landning med motor
  - landningar med motor på tomgång (med och utan användande av klaff)
  - landning över hinder.

Spaning består av att utefter banan hitta tecken och bokstäver formade med vita eller orange dukar. Flygaren har också fått ett antal foton som är tagna efter banan och vars lägen skall prickas in.

## Tävlingar
I Sverige hålls tre eller fyra större tävlingar enligt ovan årligen, varav en är svenskt mästerskap. Varje år körs ett Nordiskt mästerskap i något av länderna Sverige, Norge, Danmark eller Finland. Årligt Europamästerskap flygs också. Världsmästerskapen anordnas lite glesare. Det allra första världsmästerskapet anordnades i Gävle 1975. Många flygklubbar ordnar egna tävlingar (med något, några eller alla delmoment) och många distrikt anordnar DM årligen.

## Flygmilitär femkamp
Precisionsflygning finns även som ett delmoment i flygmilitär femkamp, då med skillnaden att den tävlande endast flyger som navigatör och att värdnationen står för flygplan och pilot.